# Самудио, Игнасио
Игнасио Самудио Крус (исп. Ignacio Zamudio Cruz; род. 15 мая 1971, Мехико) — мексиканский легкоатлет, специалист по спортивной ходьбе. Выступал за сборную Мексики по лёгкой атлетике в 1988—1999 годах, чемпион Центральноамериканских и Карибских игр, победитель Кубка мира в командном зачёте, участник летних Олимпийских игр в Атланте.

## Биография
Игнасио Самудио родился 15 мая 1971 года в Мехико, Мексика.
Первого серьёзного успеха в лёгкой атлетике на международном уровне добился в сезоне 1988 года, когда вошёл в состав мексиканской сборной и выступил на юниорском первенстве Центральной Америки и Карибского бассейна в Нассау, где в зачёте ходьбы на 10 000 метров выиграл серебряную медаль.
В 1989 году на чемпионате мира в помещении в Будапеште занял 11-е место в ходьбе на 5000 метров.
В 1990 году завоевал серебряную награду на юниорском центральноамериканском и карибском первенстве в Гаване, выступил на домашнем Панамериканском кубке в Халапе, финишировал четвёртым на юниорском мировом первенстве в Пловдиве.
В 1991 году стартовал в 20-километровой дисциплине на Кубке мира по спортивной ходьбе в Сан-Хосе — был дисквалифицирован за нарушение техники ходьбы, но вместе с соотечественниками стал бронзовым призёром мужского командного зачёта (Кубка Лугано).
На Кубке мира 1993 года в Монтеррее занял 14-е место в личном зачёте 20 км, с мексиканской сборной стал победителем командного зачёта. Также в этом сезоне был девятым на чемпионате мира в Штутгарте, сошёл с дистанции на Центральноамериканских и Карибских играх в Понсе.
Благодаря череде успешных выступлений в 1996 году удостоился права защищать честь страны на летних Олимпийских играх в Атланте — в программе 50 км установил свой личный рекорд 3:46:07, расположившись в итоговом протоколе соревнований на шестой строке.
В 1997 году на Кубке мира в Подебрадах сошёл с дистанции в 50 км, при этом мексиканцы стали серебряными призёрами Кубка Лугано.
В 1998 году одержал победу на Панамериканском кубке в Майами и на Центральноамериканских и Карибских играх в Маракайбо — в дисциплинах 20 и 50 км соответственно.
В 1999 году на Кубке мира в Мезидон-Канон сошёл с 50-километровой дистанции, позднее на международном старте в немецком Айзенхюттенштадте закрыл десятку сильнейших и установил личный рекорд в 20-километровой ходьбе — 1:22:06. На этом завершил активную спортивную карьеру.
Впоследствии ещё участвовал в отдельных небольших соревнованиях. Так, в 2004 году отметился выступлением на домашнем международном старте в Тихуане, в дисциплине 50 км финишировать не смог.
В 2018 году занял третье место в 5-километровом заходе в Коацакоалькосе.